# دوتزيغن
دوتزيغن (بالألمانية: Dotzigen) هي بلدية ضمن مقاطعة سيلاند في كانتون برن بسويسرا. تبلغ مساحتها 4.25 كيلومتر مربع، ويقدر عدد سكانها بـ 1455 نسمة (حسب تعداد ديسمبر 2015).